# Красильников, Юрий Михайлович
Юрий Михайлович Красильников (7 февраля 1933, Казань — 3 ноября 1998, там же) — советский и российский тренер по лёгкой атлетике. Заслуженный тренер РСФСР.

## Биография
Родился в 1933 года в Казани. В 1955 году окончил Казанский педагогический институт. В 1955—1958 годах служил в рядах Советской армии. Старший тренер ДЮСШ №2 Казани в 1958—1993 гг. Старший тренер сборной СССР по лёгкой атлетике в 1971—1988 гг. С 1994 года работал тренером СДЮСШОР №3 Казани. Председатель Федерации легкой атлетики Татарской АССР — 1982—1988 гг. Член Федерации легкой атлетики СССР в 1973—1982 гг. Член Всероссийской коллегии судей по легкой атлетике в 1973—1998 гг.
За годы своей работы подготовил множество первоклассных спортсменов. Среди его подопечных — серебряный призёр Летних Олимпийских игр в Москве 1980 года О. Рукавишникова; победители и призёры молодежного первенства СССР В. Кузнецов (1967 г.), В. Данилов (1972—1973 гг.), Ж. Хайкина (1965 г.), Р. Кадыров (1978 г.).
В 1971—1982 годы работал со сборными командами РСФСР и СССР. В 1973 и 1974 годы входил в число 10 лучших тренеров СССР.
Также выступал в качестве арбитра и спорторганизатора.
Заслуженный тренер РСФСР (1980). Судья республиканской категории. Заслуженный работник физической культуры Республики Татарстан.
Умер 3 ноября 1998 года. Похоронен на Арском кладбище в Казани.
Начиная с 1993 года в честь Юрия Михайловича Красильникова в Казани проводится Всероссийский турнир по лёгкой атлетике.